# Josep Clapés i Juan
Josep Clapés i Juan (Santa Eulària des Riu 17 de febrer, 1864 - Menorca, 1916) fou un historiador, literat i militar eivissenc.
A petició pròpia va ser destinat a les Filipines i Cuba (1896-1898). Participà en 59 combats. Estigué destinat també a Algesires, Madrid, Palma, Almeria, Huelva, Ciutadella i Maó. Ajudà a costejar el monument d'Eivissa dedicat a Vara de Rey editant un fullet a Madrid.
En llengua catalana va publicar alguns poemes, per exemple a l'Almanaque Balear. Dirigí Los Archivos de Ibiza. Un dels seus col·laboradors va ser Isidor Macabich i Llobet.